# Larisa Oleynik
Larisa Romanovna Oleynik (Santa Clara, 1981. június 7. –) amerikai színésznő.
Pályafutását gyerekszínészként kezdte, 1994 és 1998 között az Alex Mack titkos élete című sorozat címszereplője volt. A mozivásznon ebben az időszakban a Bébicsőszök klubja (1995) és a 10 dolog, amit utálok benned (1999) főszereplőjeként tűnt fel. A 2000-es évek elején a Túl sok nő (2000) és az Amerikai rapszódia (2001), 2012-ben az Atlasz megremegett 2. – A csapás, 2014-ben pedig a Jessabelle következett.
2010-től 2015-ig a Mad Men – Reklámőrültek mellékszereplője volt, illetve 2015-ig a Winx Club című animációs sorozatban is vállalt szinkronszerepet.

## Élete és pályafutása
A kaliforniai Santa Clarában született, San Franciscóban nőtt fel.

## Filmográfia

### Film
| Év   | Magyar cím                       | Eredeti cím                               | Szerep             | Magyar hang     | Ref.   |
| ---- | -------------------------------- | ----------------------------------------- | ------------------ | --------------- | ------ |
| 1994 | Hattyúhercegnő                   | The Swan Princess                         | Odette (hangja)    |                 | [ 2 ]  |
| 1995 | Bébicsőszök klubja               | The Baby-Sitters Club                     | Dawn Schafer       | Csondor Kata    | [ 3 ]  |
| 1998 |                                  | The Swan Princess: Sing Along (rövidfilm) | Odette (hangja)    |                 | [ 4 ]  |
| 1999 | 10 dolog, amit utálok benned     | 10 Things I Hate About You                | Bianca Stratford   | Vadász Bea      | [ 3 ]  |
| 2000 | Túl sok nő                       | 100 Girls                                 | Wendy              | Molnár Ilona    | [ 3 ]  |
| 2001 | Amerikai rapszódia               | An American Rhapsody                      | Mária 18 évesen    | eredeti nyelven | [ 3 ]  |
| 2002 |                                  | A Time for Dancing                        | Jules Michaels     |                 | [ 5 ]  |
| 2003 |                                  | Bringing Rain                             | Ori Swords         |                 | [ 6 ]  |
| 2006 | Az élet ritmusa                  | Pope Dreams                               | Maggie Venable     |                 | [ 5 ]  |
| 2007 |                                  | Relative Obscurity                        | Claire             |                 | [ 7 ]  |
| 2008 | Meló, család, pasik              | Broken Windows                            | Sara               |                 | [ 5 ]  |
| 2009 | Újra együtt most először         | Together Again for the First Time         | Brenda             |                 | [ 5 ]  |
| 2009 |                                  | I Have It (rövidfilm)                     | Emily              |                 |        |
| 2012 |                                  | Born Yesterday (rövidfilm)                | Elyse              |                 | [ 8 ]  |
| 2012 | Atlasz megremegett 2. – A csapás | Atlas Shrugged: Part II                   | Cherryl Brooks     |                 | [ 5 ]  |
| 2012 |                                  | Winx Club 3D: Magica avventura            | Icy (angol hangja) |                 |        |
| 2013 |                                  | Orenthal: The Musical                     | Regina             |                 | [ 9 ]  |
| 2014 |                                  | BFFs                                      | Chloe              |                 | [ 10 ] |
| 2014 | Jessabelle                       | Jessabelle                                | Sam                | Nádasi Veronika | [ 5 ]  |
|      | Horrible Parents (rövidfilm)     | Jill                                      |                    |                 |        |
| 2017 |                                  | Wandering Off                             | Amanda             |                 | [ 5 ]  |
| 2018 |                                  | Accommodations                            | Natalie            |                 | [ 11 ] |
| 2019 |                                  | Animal Among Us                           | Anita Bishop       |                 | [ 12 ] |
| 2019 |                                  | Auggie                                    | Hillary            |                 |        |
| 2021 | Szakítottunk                     | We Broke Up                               | Tia                |                 |        |

### Televízió
| Év        | Magyar cím                               | Eredeti cím                               | Szerep                                | Megjegyzések                                                      |
| --------- | ---------------------------------------- | ----------------------------------------- | ------------------------------------- | ----------------------------------------------------------------- |
| 1993      | Quinn doktornő                           | Dr. Quinn, Medicine Woman                 | Susie                                 | 1 epizód                                                          |
| 1993      |                                          | River of Rage: The Taking of Maggie Keene | Gail Keene                            | tévéfilm                                                          |
| 1994–1998 | Alex Mack titkos élete                   | The Secret World of Alex Mack             | Alex Mack / Barbara Mack              | főszereplő (78 epizód)                                            |
| 1995      | Sok hűhó                                 | All That                                  | Alex Sax                              | 1 epizód                                                          |
| 1996      | Pete és kis Pete                         | The Adventures of Pete & Pete             | nővér                                 | 1 epizód                                                          |
| 1996–1998 | A kis gézengúz                           | Boy Meets World                           | Dana Pruitt                           | 3 epizód                                                          |
| 1997      |                                          | The Mystery Files of Shelby Woo           | alkalmazott (stáblistán nem szerepel) | 1 epizód                                                          |
| 1998–2000 | Űrbalekok                                | 3rd Rock from the Sun                     | Alissa Strudwick                      | visszatérő szerep (21 epizód)                                     |
| 2005      | Már megint Malcolm                       | Malcolm in the Middle                     | Abby                                  | 1 epizód                                                          |
| 2006      |                                          | Katie Sullivan                            | Katie Sullivan                        | főszereplő eladatlan próbaepizód                                  |
| 2006      |                                          | Pepper Dennis                             | Brianna                               | 2 epizód                                                          |
| 2008      |                                          | Aliens in America                         | Zoe                                   | 1 epizód                                                          |
| 2009      | Nyomtalanul                              | Without a Trace                           | Liza Miller                           | 1 epizód                                                          |
| 2009      | Psych – Dilis detektívek                 | Psych                                     | Willow Gimbley / Shawn Spencers Gal   | 1 epizód                                                          |
| 2010      |                                          | Backyard Wedding                          | Renee                                 | tévéfilm                                                          |
| 2010–2015 | Mad Men – Reklámőrültek                  | Mad Men                                   | Cynthia Cosgrove                      | - visszatérő szerep - (5 epizód) - magyar hangja: - Kardos Eszter |
| 2011–2014 | Hawaii Five-0                            | Hawaii Five-0                             | Jenna Kaye                            | visszatérő szerep (7 epizód)                                      |
| 2012      | Mike és Molly                            | Mike & Molly                              | Allison                               | 1 epizód                                                          |
| 2012      |                                          | Fairly Legal                              | Glacki rendőrtiszt                    | 1 epizód                                                          |
| 2012–2014 | Hazug csajok társasága                   | Pretty Little Liars                       | Maggie Cutler                         | visszatérő szerep (7 epizód)                                      |
| 2013      | Esze vesztett szerelem                   | Remember Sunday                           | Lauren                                | - tévéfilm - magyar hangja: - F. Nagy Eszter                      |
| 2013      |                                          | Ghost Ghirls                              | Megan                                 | 1 epizód                                                          |
| 2014      |                                          | Stolen from the Womb                      | Diane King                            | tévéfilm                                                          |
| 2014      |                                          | Extant                                    | Phillips                              | 1 epizód                                                          |
| 2014      | Michael a végzetem                       | The Michaels                              | Katherine Bixby                       | - tévéfilm - magyar hangja: - Haumann Petra                       |
| 2015      | A karácsony segíthet                     | Wish Upon a Christmas                     | Amelia                                | tévéfilm                                                          |
| 2016      | Esküdt ellenségek: Különleges ügyosztály | Law & Order: Special Victims Unit         | Lizzie Bauer                          | 1 epizód                                                          |
| 2018–2019 |                                          | Half Life                                 | Patty                                 | főszereplő (4 epizód)                                             |
| 2019      |                                          | Janice Gunter, Ghost Hunter               | Leesa                                 | 1 epizód                                                          |
| 2019–2020 | Csecsebecsék                             | Trinkets                                  | Shawn                                 | - visszatérő szerep - (6 epizód) - magyar hangja: - Haumann Petra |
| 2020      | Haver gyógyító ereje                     | The Healing Powers of Dude                | Karen Ferris                          | főszereplő (8 epizód)                                             |
| 2023      | Erin és Aaron                            | Erin & Aaron                              | Sylvia                                | főszereplő (13 epizód)                                            |

## Fordítás
- Ez a szócikk részben vagy egészben a Larisa Oleynik című angol Wikipédia-szócikk fordításán alapul.  Az eredeti cikk szerkesztőit annak laptörténete sorolja fel. Ez a jelzés csupán a megfogalmazás eredetét és a szerzői jogokat jelzi, nem szolgál a cikkben szereplő információk forrásmegjelöléseként.